# L'Éducation sentimentale (film, 1962)
Pour les articles homonymes, voir L'Éducation sentimentale.
Pour plus de détails, voir Fiche technique et Distribution.
L'Éducation sentimentale est un film français d'Alexandre Astruc, sorti en 1962.
Le film s'inspire du roman du même nom de l’écrivain Gustave Flaubert.

## Synopsis
Frédéric Moreau, un jeune provincial vient vivre à Paris où il est hébergé chez Charles et Catherine Dambreuse, de riches cousins. Il fait la connaissance d'Anne Arnoux, l'épouse de Didier, un collaborateur de Dambreuse et de Barbara, une jeune mannequin.
Entre Frédéric et ces trois femmes se nouent puis se dénouent des relations amoureuses.

## Fiche technique
- Réalisation : Alexandre Astruc
- Scénario : Roland Laudenbach d'après le roman de Gustave Flaubert
- Dialogues : Roger Nimier
- Image : Jean Badal
- Musique : Richard Cornu
- Costumes : Coco Chanel
- Production : Société Française de Cinématographie (SFC)
- Société de Distribution : LCJ Éditions et Productions
- Durée : 92 minutes
- Date de sortie: 2 mai 1962

## Distribution
- Jean-Claude Brialy : Frédéric Moreau
- Marie-José Nat : Anne Arnoux
- Dawn Addams : Catherine Dambreuse
- Michel Auclair : Didier Arnoux, le mari d'Anne
- Carla Marlier : Barbara
- Pierre Dudan : Charles Dambreuse, le mari de Catherine

## Réception
Il est bien accueillit par la presse.

## Lieu de tournage
Le film a été tourné, entre autres, au Château de Saint-Brice à Saint-Brice en Charente, sur la rive droite de la Charente à 4 kilomètres en amont de Cognac.

## Restauration en HD 4K
- Film restauré en 4K [Quand ?] à l'initiative de LCJ Éditions et Productions en 2015 par les laboratoires Eclair.
- Film numérisé et restauré [Quand ?] avec le soutien du Centre national du cinéma et de l'image animée (CNC) dans le but de sauvegarder et de diffuser l’œuvre dans les meilleurs standards techniques actuels.